# Michel Henry
Michel Henry (1922, Hải Phòng, Việt Nam - 2002, Albi, Pháp) là nhà triết học, tác gia người Pháp đương đại. Ông cùng với nhà dân tộc học Georges Condominas (1921-2011) là những học giả, trí thức người Pháp sinh ra và sống thời thơ ấu tại Hải Phòng. Ông đã viết năm cuốn tiểu thuyết và số lượng đáng kể các tác phẩm về triết học. Ông cũng đã giảng dạy triết học tại các trường đại học ở Pháp, Bỉ, Hoa Kỳ và Nhật Bản. Kể từ sau khi ông qua đời (2002), đã có một số cuộc hội thảo chuyên biệt cũng như công trình của nhiều nhà nghiên cứu trên thế giới bàn về triết học của ông, đặc biệt là trong giới nghiên cứu triết học tại các quốc gia nói tiếng Anh như Anh Quốc, Hoa Kỳ, Australia, New Zealand...

## Tiểu sử
Tiểu sử của Michel Henry có nhiều điểm tương đồng với nhà dân tộc học và nhân chủng học Georges Condominas (1921-2011). Cả hai người đều có cha là sĩ quan quân đội Pháp tại Đông Dương trong thời kỳ thuộc địa, đều sinh ra và sống thời thơ ấu tại Hải Phòng, đều chọn con đường nghiên cứu học thuật thay vì theo nghiệp nhà binh như những người cha của họ.
Michel Henry sinh năm 1922 tại thành phố Hải Phòng nằm trong Liên bang Đông Dương dưới thời Pháp thuộc. Năm 1929, sau cái chết của người cha là sĩ quan hải quân Pháp, Michel Henry đã theo mẹ trở về Pháp định cư. Trong quá trình học tập ở Paris, ông đã thực sự say mê môn triết học và điều này có ảnh hưởng lớn tới sự nghiệp của ông về sau. Từ năm 1943, khi đang là sinh viên đại học, ông đã gia nhập tổ chức bí mật của du kích Pháp chống lại quân đội Đức Quốc xã đang chiếm đóng nước Pháp lúc bấy giờ. Sau khi chiến tranh thế giới thứ hai kết thúc, ông hoàn thành nốt phần thi tốt nghiệp môn triết học. Từ năm 1960 cho đến khi qua đời, ông là giáo sư triết học tại Đại học Montpellier.
Ông qua đời tại Albi (Cộng hòa Pháp) năm 2002 ở tuổi 80.
Trước đây các tác phẩm về triết học của ông chủ yếu được biết đến nhiều trong giới học giả tại các quốc gia nói tiếng Pháp, Đức, Ý, Tây Ban Nha nhưng kể từ sau khi ông qua đời giới nghiên cứu triết học tại các quốc gia nói tiếng Anh (Anh Quốc, Hoa Kỳ, Australia, New Zealand...) đặc biệt quan tâm và dịch nhiều tác phẩm của ông sang tiếng Anh.

## Ảnh hưởng
Michel Henry được thừa nhận rộng rãi là một trong số những nhà triết học có nhiều đóng góp trong nghiên cứu hiện tượng học ("phenomenology" trong tiếng Anh) trên thế giới từ nửa sau thế kỷ 20 cho đến nay. Ông là người đề xuất khái niệm triết học gọi là "hiện tượng học của sự sống" (cũng có thể gọi là "hiện tượng học của cuộc sống"), trong tiếng Pháp gọi là "phénoménologie de la vie", trong tiếng Anh là "phenomenological life" hay "phenomenology of life", còn trong tiếng Đức là "lebensphänomenologie". Khái niệm do Henry đề xuất đã mở ra một hướng nghiên cứu mới về hiện tượng học. Nhiều học giả cũng như các nhóm nghiên cứu triết học trên thế giới đã tập trung, đi sâu nghiên cứu hướng triết học do Michel Henry khởi xướng. Tiêu biểu trong số này là nhóm G.R.P.M.H (viết tắt của "Groupe de Recherches Phenomenologiques Michel Henry") của Jean-François Lavigne tại Đại học Nice (Pháp), nhóm nghiên cứu của Rolf Kühn và Marco Sorace (Forschungskreis Lebensphänomenologie Freiburg-im-Breisgau) tại Đại học Freiburg (Đức) và nhóm nghiên cứu của Jad Hatem tại Đại học Beirut (Liban). Ngoài ra còn có một hội nghiên cứu quốc tế về Michel Henry được thành lập (Société Internationale Michel Henry).
Năm 2007, tại nước Anh đã diễn ra cuộc hội thảo quốc tế trong 2 ngày (từ 30 tháng 4 đến 1 tháng 4) bàn về triết học của Michel Henry do Hội nghiên cứu Hiện tượng học Anh Quốc (British Society for Phenomenology) tổ chức .
Từ những năm cuối thế kỷ 20 cho tới hơn một thập niên đầu của thế kỷ 21, những tư tưởng triết học về hiện tượng học (phenomenology) của Michel Henry đã cho thấy ảnh hưởng của nó đến một số ngành khoa học khác nhau như nhân loại học (humanities), y học (medical science), mỹ học (aesthetics), triết học văn hóa (cultural philosophy), thần luận học (theology), triết học tôn giáo (philosophy of religion), chính trị học (politics), quản trị con người (human management).

## Tác phẩm của Michel Henry

### Tác phẩm triết học
- L'Essence de la manifestation (1963)
- Philosophie et Phénoménologie du corps (1965)
- Marx:
  - I. Une philosophie de la réalité (1976)
  - II. Une philosophie de l'économie (1976)
- Généalogie de la psychanalyse. Le commencement perdu (1985)
- La Barbarie (1987)
- Voir l'invisible, sur Kandinsky (1988)
- Phénoménologie matérielle (1990)
- Du communisme au capitalisme. Théorie d'une catastrophe (1990)
- C'est moi la Vérité. Pour une philosophie du christianisme (1996)
- Incarnation. Une philosophie de la chair (2000)
- Paroles du Christ (2002)

### Tác phẩm xuất bản sau khi tác giả qua đời
- Auto-donation. Entretiens et conférences (2002)
- Le bonheur de Spinoza (2003)
- Phénoménologie de la vie:
  - Tome I. De la phénoménologie (2003)
  - Tome II. De la subjectivité (2003)
  - Tome III. De l’art et du politique (2003)
  - Tome IV. Sur l’éthique et la religion (2004)
- Entretiens (2005)
- Le socialisme selon Marx (2008)

### Tác phẩm văn học
- Le jeune officier (Gallimard, 1954)
- L'Amour les yeux fermés (Gallimard, 1976) - Tác phẩm được trao giải thưởng Prix Renaudot
- Le Fils du roi (Gallimard, 1981)
- Le cadavre indiscret (Albin Michel, 1996)

## Tác phẩm về Michel Henry

### Sách chuyên khảo (tiếng Pháp)
- Gabrielle Dufour-Kowalska: Michel Henry, un philosophe de la vie et de la praxis (Vrin, 1980, réédition 2000)
- Dominique Janicaud: Le tournant théologique de la phénoménologie française (Éditions de l'éclat, 1991)
- Gabrielle Dufour-Kowalska: L'Art et la sensibilité. De Kant à Michel Henry (Vrin, 1996)
- Jad Hatem: Critique et affectivité. Rencontre de Michel Henry et de l'orient (Université Saint Joseph, Beyrouth, 2001)
- Gabrielle Dufour-Kowalska: Michel Henry, passion et magnificence de la vie (Beauchesne, 2003)
- Jad Hatem: Michel Henry, la parole de vie (L'Harmattan, 2003)
- Rolf Kühn: Radicalité et passibilité. Pour une phénoménologie pratique (L'Harmattan, 2004)
- Jad Hatem: Le sauveur et les viscères de l'être. Sur le gnosticisme et Michel Henry (L'Harmattan, 2004)
- Jad Hatem: Christ et intersubjectivité chez Marcel, Stein, Wojtyla et Henry (L'Harmattan, 2004)
- Sébastien Laoureux: L'immanence à la limite. Recherches sur la phénoménologie de Michel Henry (Éditions du Cerf, 2005)
- Jad Hatem: Théologie de l'œuvre d'art mystique et messianique. Thérèse d'Avila, Andreï Roublev, Michel Henry (Bruxelles, Lessius, 2006)
- Antoine Vidalin: La parole de la vie. La phénoménologie de Michel Henry et l'intelligence chrétienne des Écritures (Parole et silence, 2006)
- Paul Audi: Michel Henry: Une trajectoire philosophique (Les Belles Lettres, 2006)
- Raphaël Gély: Rôles, action sociale et vie subjective. Recherches à partir de la phénoménologie de Michel Henry (Peter Lang, 2007)
- Jad Hatem: L'Art comme autobiographie de la subjectivité absolue. Schelling, Balzac, Henry (Orizons, 2009)
- Jean Reaidy: Michel Henry, la passion de naître: méditations phénoménologiques sur la naissance, Paris (L'Harmattan, 2009)
- Frédéric Seyler: Barbarie ou Culture: L'éthique de l'affectivité dans la phénoménologie de Michel Henry (Paris, Kimé 2010)

### Sách của nhiều tác giả (tiếng Pháp)
- Jean-Michel Longneaux (éd.): Retrouver la vie oubliée. Critiques et perspectives de la philosophie de Michel Henry (Presses Universitaires de Namur, 2000)
- Alain David & Jean Greisch (Actes du Colloque de Cerisy 1996): Michel Henry, l'épreuve de la vie (Éditions du Cerf, 2001)
- Philippe Capelle (éd.): Phénoménologie et Christianisme chez Michel Henry (Éditions du Cerf, 2004)
- Collectif (Colloque international de Montpellier 2003): Michel Henry. Pensée de la vie et culture contemporaine (Beauchesne, 2006)
- Jean-Marie Brohm & Jean Leclercq (conception et direction du dossier): Michel Henry, Les Dossiers H (Éditions l'Age d'Homme, 2009)
- Olivier Salazar-Ferrer: Michel Henry - Pour une phénoménologie de la vie - Entretien avec Olivier Salazar-Ferrer (Editions de Corlevour, 2010)
- Adnen Jdey & Rolf Kühn: Michel Henry et l'affect de l'art (BRILL, 2011)

### Sách trong các ngôn ngữ khác
- Rolf Kühn: Leiblichkeit als Lebendigkeit. Michel Henry Lebensphänomenologie absoluter Subjektivität als Affektivität (Alber, 1992)
- Rolf Kühn & Stefan Nowotny: Michel Henry. Zur Selbstentfaltung des Lebens und der Kultur (Alber, 2002)
- Mario Lipsitz: Eros y Nacimiento fuera de la ontología griega: Emmanuel Levinas y Michel Henry (Prometeo, 2004)
- Gioacchino Molteni: Introduzione a Michel Henry. La svolta della fenomenologia (Mimesis, 2005)
- Emanuele Marini: Vita, corpo e affettività nella fenomenologia di Michel Henry (Citadella, 2005)
- Michael O'Sullivan: Michel Henry: Incarnation, Barbarism and Belief (Peter Lang, 2006)
- Ivano Liberati: Dalla barbarie alla vita come auto-manifestazione. La proposta fenomenologica di Michel Henry (Aracne, 2010)
- Frédéric Seyler: Eine Ethik der Affektivität: Die Lebensphänomenologie Michel Henrys (Freiburg i. Br., Alber, 2010)
- Michelle Rebidoux: The Philosophy of Michel Henry (1922-2002): a French Christian Phenomenology of Life (Edwin Mellen Press, 2012)
- Jeffrey Hanson & Michael R. Kelly (editors): Michel Henry: The Affects of Thought (Continuum, 2012)
- Rolf Kühn, Jad Hatem & Cristian Ciocan (editors): Michel Henry's Radical Phenomenology, Studia Phaenomenologica vol. IX/2009 (Romanian Society for Phenomenology & Humanitas, 2009)

### Chuyên luận
- Jeffrey Hanson: Michel Henry’s Critique of the Limits of Intuition (Studia Phaenomenologica vol. IX)
- Jeffrey Hanson: Michel Henry’s Theory of Disclosive Moods (Words of Life: New Theological Turns in French Phenomenology)
- Jeffrey Hanson: Michel Henry and Søren Kierkegaard on Paradox and the Phenomenality of Christ (International Journal of Philosophical Studies, 17.3)
- Jeffrey Hanson: Phenomenology and Eschatology in Michel Henry (Phenomenology and Eschatology: Not Yet in the Now)
- Jeffrey Hanson: "Michel Henry’s Problematic Reading of The Sickness unto Death" (Journal of the British Society for Phenomenology, 38.3)
- Etsuo Yoneyama: Phenomenology of life, Zen and Management (Society and Business Review, Vol. 2 Iss: 2, pp. 204–217, 2007)
- Eric Faÿ & Philippe Riot: Phenomenological approaches to work, life and responsibility (Society and Business Review, Vol. 2 Iss. 2; 2007)
- Eric Faÿ & Sandra Le Guyader: Michel Henry and Critical Theory, an Introductory Standpoint: The case of virtual organization (2009)
- Richard Sobel: Phenomenology of labour, ontology of life and radical criticism of capitalism. Reflections about the status of the interpretation of Marx by Michel Henry, Cahiers d'économie Politique (L'Harmattan), Iss. 56, pp. 7–40, 2009
- Sébastien Laoureux: Hyper-transcendentalism and Intentionality: On the Specificity of the ‘Transcendental’ in Material Phenomenology, International Journal of Philosophical Studies, Volume 17, Issue 3, pp. 389–400, 2009
- Sébastien Laoureux: Material Phenomenology to the Test of Deconstruction: Michel Henry and Derrida, Studia Phaenomenologica, vol. 9, pp. 237–246, 2009
- Dan Zahavi: Subjectivity and Immanence in Michel Henry (2007)
- Brian Harding: Auto-Affectivity and Michel Henry's Material Phenomenology (The Philosophical Forum, Inc., Vol. 43 Iss. 1 pp. 91–100; 2012)
- James Williams: Gilles Deleuze and Michel Henry: Critical Contrasts in the Deduction of Life as Transcendental (Sophia, Volume 47, Number 3, 2008)
- Eric Faÿ & Lucas Introna: Living with numbers accounting for subjectivity in-with management accounting systems (Information and Organization, Volume: 20, Issue: 1, pp. 21–43, 2010)
- Jean-Luc Marion: Does the Cogito Affect Itself? Generosity and Phenomenology: Remarks on Michel Henry's Interpretation of the Cartesian Cogito (Cartesian Questions, Method and Metaphysics, 1999)
- Peter Joseph Fritz: Blach Holes and Revelations: Michel Henry and Jean-Luc Marion on the Aesthetics of the Invisible (Modern Theology, Volume 25, Number 3, July 2009, pp. 415–440)
- Simon Jarvis: Michel Henry's Concept of Life (International Journal of Philosophical Studies, Volume 17, Number 3, July 2009, pp. 361–375)
- Antonio Calcagno: Michel Henry's Non-Intentionality Thesis and Husserlian Phenomenology (Journal of the British Society for Phenomenology 39.2 (2008), pp. 117–129)
- Jeremy H. Smith: Michel Henry's Phenomenology of Aesthetic Experience and Husserlian Intentionality (International Journal of Philosophical Studies Volume 14, Issue 2, 2006, pp. 191–219)
- Anthony J. Steinbock: The problem of forgetfulness in Michel Henry (Continental Philosophy Review Volume 32, Number 3, pp. 271–302, 1999)